# Hydrangea serratifolia
Hydrangea serratifolia là một loài thực vật có hoa trong họ Tú cầu. Loài này được (Hook. & Arn.) Phil.f. mô tả khoa học đầu tiên năm 1881.

## Hình ảnh

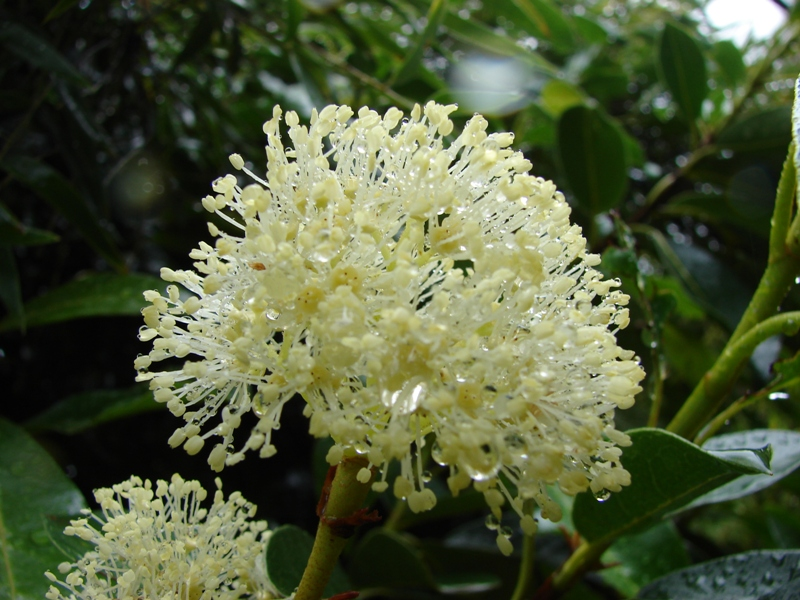
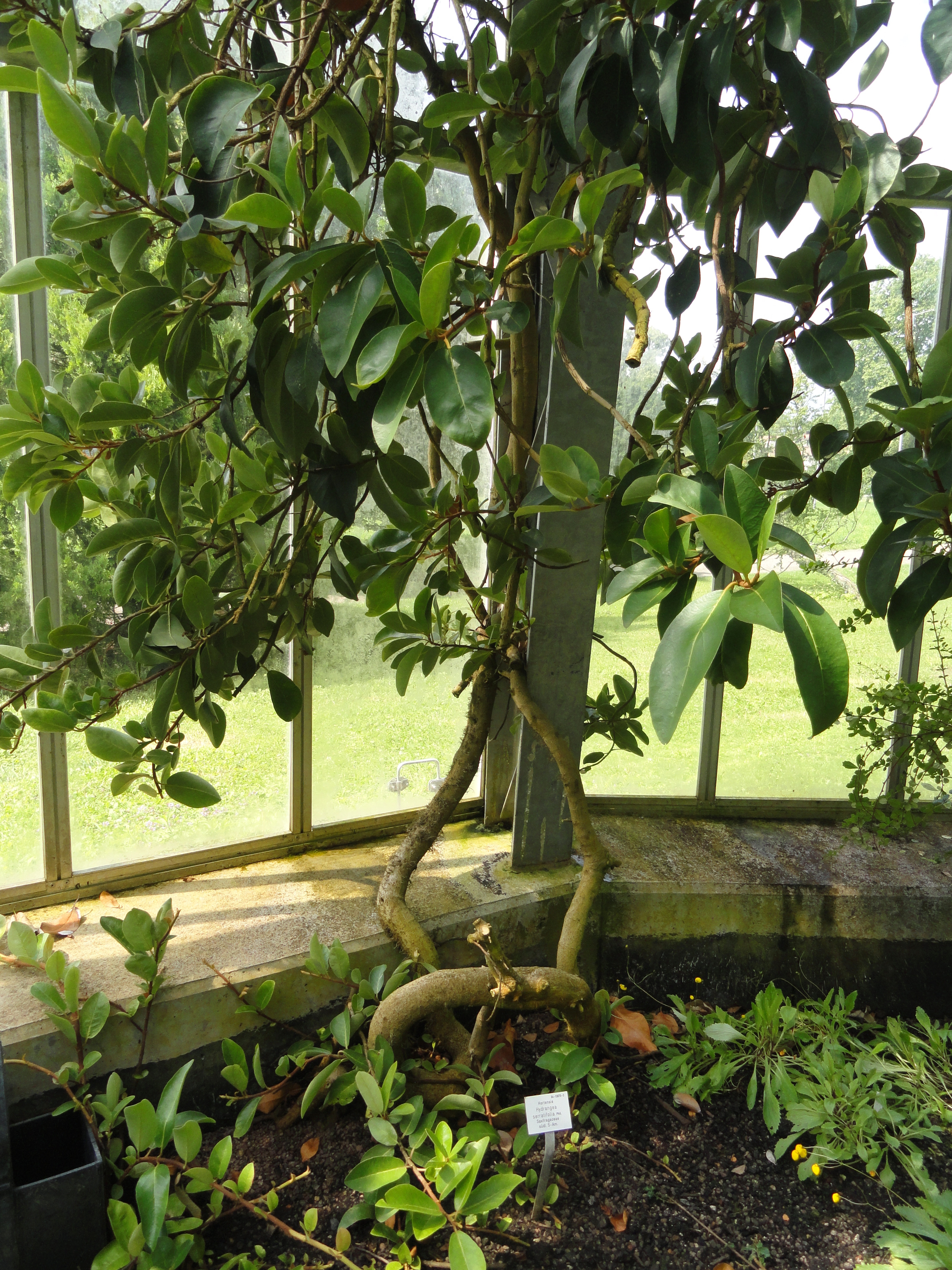